# أوقستي دوبونت
أوقستي دوبونت هو ملحن وعازف بيانو بلجيكي، ولد في 9 فبراير 1827 في Ensival ‏ في بلجيكا، وتوفي في 17 ديسمبر 1890 في إيكسل في بلجيكا.

## وصلات خارجية
- أوقستي دوبونت على موقع ميوزك برينز (الإنجليزية)